# کارآگاهان خصوصی (مجموعه تلویزیونی)
کاراگاهان خصوصی (به انگلیسی: Private Eyes) یک مجموعه تلویزیونی کمدی-درام کانادایی است که از رمانی نوشته جی. بی جویس الهام گرفته و تیم کیلبی و شلی اریکسون آن را کارگردانی کرده‌اند. جیسون پریستلی و سیندی سمپسون دو کارآگاه اصلی این مجموعه هستند که جنایات حوزه تورنتو رو بررسی می‌کنند. این مجموعه با نام «یک کارآگاه و نصفی» به فارسی دوبله و از شبکهٔ من و تو پخش شده‌است.
فصل اول این مجموعه ده قسمت داشت که در ۲۶ می ۲۰۱۶ در شبکه گلوبال کانادا پخش شد. فصل دوم (به دو بخش نه قسمتی تقسیم شد) و سوم در فصل تابستان سال ۲۰۱۷ تا ۲۰۱۹ در کانادا روی آنتن رفت. در آمریکا، شبکه آیون از ۱۱ فوریه ۲۰۱۸ شروع به پخش این مجموعه کرد.